# Spondylis
Genre
Spondylis est un genre d'insectes coléoptères de la famille des Cerambycidae.
En Europe, ce genre ne comprend qu'une seule espèce :
- Spondylis buprestoides (Linnaeus, 1758), le Spondyle bupreste